# Toussaint Rabenala
Toussaint Rabenala (né le 29 octobre 1965) est un athlète malgache spécialiste du triple saut.

## Biographie
Toussaint Rabenala a remporté par trois fois le triple saut aux Championnats d'Afrique (1990, 1992 et 1993). Il s'est également imposé aux Jeux de la Francophonie en 1989 et en 1997.
Il est devenu premier vice-président de la Fédération malgache d'athlétisme.
Issu d'une famille sans aucune tradition sportive, Toussaint Rabenala découvre le monde de l'athlétisme en tant que sauteur en longueur en 1983, dans le cadre des compétitions scolaires organisées au sein du Collège jésuite Saint François-Xavier de Fianarantsoa.
Devenu étudiant à l'Université d'Antananarivo, il intègre le club universitaire de l'ASCUR, sous l'encadrement des entraîneurs nationaux malgaches de l'époque, à savoir Jean-Joseph Randrianasolo, puis Raoul Ranaivo. Plus tard, il va rejoindre successivement le COSFAP (Club omnisports des forces armées populaires) et l'USA (Union sportive d'Antananarivo).
En 1984, sa rencontre avec l'Américain Lee Evans (ancien recordman du monde et champion olympique du 400 m en 1968) au cours d'un stage national organisé à Antananarivo fut décisive pour la suite de sa carrière sportive. Il participe modestement à sa première compétition internationale aux IIe Jeux des Iles de l'Océan Indien en août 1985, avec une médaille d'argent au saut en longueur (7,11 m) et une médaille de bronze au triple saut (14,88 m).
De 1985 à 1987, il est entraîné par le Russe Oleg Fedosseyev (ancien recordman du monde et vice-champion olympique du triple saut en 1964), à l'époque coopérant militaire à Madagascar au sein du COSFAP. Grâce à l'intervention de ce spécialiste du triple saut, les performances athlétiques de Rabenala s'améliorent rapidement.
Après sa médaille de bronze aux 4e Jeux Africains de Nairobi (Kenya) en août 1987 (16,35 m), il bénéficie d'une bourse de préparation olympique du gouvernement français et de la ConfeJES pour s'entraîner au sein du Bordeaux Étudiants Club (BEC), en France. Durant son séjour bordelais, de 1987 à 1996, il est entraîné par Eric Meyer, Jean-Charles Nanteuil et Jean-Michel Serres, avec l'aide précieuse des entraîneurs nationaux français de l'époque tels que Jean-Hervé Stievénart et Régis Prost.
D'abord vice-champion d'Afrique du triple saut à Lagos (Nigéria) en 1989, il sera champion d'Afrique à trois reprises au Caire (Égypte) en 1990, à Belle Vue (Maurice) en 1992 et à Durban (Afrique du sud) en 1993.
En juillet 1989, il remporte également le concours du triple saut aux premiers Jeux de la Francophonie de Casablanca (Maroc) avec un bond de 16,97 m, en devançant le Français Pierre Camara (16,87 m) et le Canadien Edrick Floréal (16,69 m). Il sera de nouveau médaillé d'or lors des IIIe Jeux de la Francophonie qui se sont déroulés sur le sol malgache en septembre 1997, à Antananarivo (16,50 m).
Éliminé en qualification (14e) aux Jeux olympiques de Barcelone (Espagne) en 1992 (16,84 m), Toussaint Rabenala se classe 3e de l'épreuve individuelle du triple saut (17,03 m) lors de la Coupe du monde des Nations à La Havane (Cuba) en septembre 1992, derrière le Britannique Jonathan Edwards (17,34 m) et le Bahaméen Frank Rutherford (17,06 m). Il est ensuite finaliste (7e) aux Championnats du monde en salle de Toronto (Canada) en mars 1993, en réalisant sa meilleure performance en salle (16,74 m).
Toussaint Rabenala est toujours détenteur des records de Madagascar du saut en longueur (7,77 m le 19 mai 1990 à Talence) et du triple saut (17,05 m le 10 juin 1989 à Sotteville-lès-Rouen).
En août 1993, avec un vent légèrement trop favorable, il réalise 17,21 m au triple saut lors des 4e Jeux des Iles de l'Océan Indien à Victoria, aux Seychelles. Avec un record personnel à 10.58 sur 100 m (1989), il fait partie de l'équipe nationale malgache du relais 4x100 m de 1990 à 1998.

### Retraite sportive
Toussaint Rabenala prend sa retraite sportive en septembre 1999, après sa médaille de bronze du triple saut (16,60 m) aux 7e Jeux africains de Johannesburg (Afrique du sud).
Diplômé du Centre Régional de Développement de Dakar (Sénégal) en 2001, il est nommé entraîneur national des sauts de 2001 à 2003, puis Conseiller technique régional (CTR) de la Ligue régionale d'athlétisme d'Atsinanana (Tamatave) de 2004 à 2008.
Membre du Comité national olympique malgache de 1996 à 2000, il est également membre du Conseil exécutif de l'Association malgache des athlètes olympiens (AMAO).
D'abord secrétaire général de 2008 à 2012, il est devenu premier vice-président de la Fédération malgache d'athlétisme depuis février 2013.
Marié, père d'un garçon (Lévi), né le 10 mars 2008, Toussaint Rabenala est commandeur de l'ordre national malgache du mérite sportif (2017).

### Reconversion
Docteur en Sociologie de la Faculté de droit, d'économie, de gestion et de sociologie (DEGS) de l'Université d'Antananarivo, Toussaint Rabenala est également titulaire d'une Maîtrise en Droit privé de la même faculté et d'un Brevet de technicien supérieur (BTS) en Comptabilité et gestion (Bordeaux, France).
Diplômé de l'École des Douanes et Accises de Bruxelles, en Belgique (2004), puis devenu inspecteur principal des douanes, il est actuellement inspecteur d’État à la Direction générale de l'Inspection générale d'Etat, à Antananarivo.
Il est également enseignant à  l'Université  d'Antananarivo, à l'Institut National des Sciences Comptables et de l'Administration d'Entreprises (INSCAE) et à l'École Nationale d'Administration de Madagascar (ENAM).

### Palmarès
| Date | Compétition                    | Lieu               | Résultat | Performance |
| ---- | ------------------------------ | ------------------ | -------- | ----------- |
| 1987 | Jeux africains                 | Nairobi            | 3e       | 16,35 m     |
| 1989 | Championnats du monde en salle | Budapest           | 10e      | 16,06 m     |
| 1989 | Championnats d'Afrique         | Lagos              | 2e       | 16,80 m     |
| 1989 | Jeux de la Francophonie        | Casablanca         | 1er      | 16,97 m     |
| 1990 | Championnats d'Afrique         | Le Caire           | 1er      | 16,61 m     |
| 1992 | Championnats d'Afrique         | Belle Vue Mauricia | 1er      | 17,04 m     |
| 1992 | Coupe du monde des nations     | La Havane          | 3e       | 17,03 m     |
| 1993 | Championnats du monde en salle | Toronto            | 7e       | 16,74 m     |
| 1993 | Championnats d'Afrique         | Durban             | 1er      | 16,72 m     |
| 1997 | Jeux de la Francophonie        | Antananarivo       | 1er      | 16,50 m     |
| 1999 | Jeux africains                 | Johannesburg       | 3e       | 16,60 m     |

### Records
| Épreuve          | Performance | Lieu       | Date         |
| ---------------- | ----------- | ---------- | ------------ |
| Saut en longueur | 7,77 m      | Talence    | 19 mai 1990  |
| Triple saut      | 17,05 m     | Sotteville | 10 juin 1989 |

| Épreuve     | Performance | Lieu    | Date         |
| ----------- | ----------- | ------- | ------------ |
| Triple saut | 16,74 m     | Toronto | 13 mars 1993 |